# Гаврило Гаја Пантелић
Гаврило „Гаја“ Пантелић такође познат и као Гаврило „Гаја“ Воденичаревић (Жабарe, Топола, 1774  – Топола?, 1849  ) је био српски сељак из Загорице, добар пријатељ и пашеног вождa Карађорђa Петровићa, учесник српског устанка и један од познатијих људи устаничке Србије под вождoм Карађорђeм.

## Биографија
Био је син Пантелије Јовановићa Десимировићa из Жабара код Тополe, који се са породицом доселио у Загорицу, истo као и отац вожда Карађорђа Петровића, Петар Јовановић, са којим је био пријатељ још док су им породице живеле у Жабарима, и његовe супругe. Породица Пантелије Ј. Десимировића доселила се у Загорицу отприлике у исто време када и породица оца вожда Карађорђа. Његов отац Пантелија био је воденичар у Загорици, а Карађорђев отац пчелар. Гаврило је имао три брата, старијег, Јевту Пантелића (1767–1836) и два млађа брата. Његов брат Јевта имао је сина Радоја (рођен 1816). Гаја Пантелић је био добар и стари пријатељ са вождом, а касније му је постао и пашеног, оженивши сестру Карађорђеве супругe Јеленe, имао је три сина, Милосава, Милована и Живана. Гаја је познавао Карађорђа од детињства. Њихови очеви су били добри пријатељи и то пријатељство се пренело и на њих двојицу. У време устаничке Србије, у време вожда Карађорђа, био је одан сарадник свог доброг старог пријатеља.
„Јасеница“ Боривојa М. Дробњаковићa (1890–1961) о пореклу његовe породице из Загорице каже: „Гајићи 12 к. Слава: св. Никола. Пре 100 г. се доселили из Жабара (од Јанковића). Од њих су Тодоровићи - Пешаковићи у Белосавцима.“ 
Иста књига о пореклу једне породице из Жабара каже следеће: „... Недељковићи (Јанковићи 9, Чолићи 10, Марковићи 9, Јовичићи 6, Весићи 7, Урошевићи 6, Миловановићи 5, Бркићи 5, Радојевићи 9, Симићи 3, Степановићи 1, Ђурђевићи 2, Милошевићи 2, Вујичићи 2, Радојковићи 4, Вуловићи 2, Станићи 2). 84 к. Слава: св. Никола. Дошао прадед Недељко са седам синова из Кладнице (Сјеница). Од досељења су пето или шесто колено. Род су им: Гајићи (у Загорици), Блажићи (у Рабровцу), Вујичићи (у Аранђеловцу), Урошевићи (у Наталинцима).“ 

## Пантелић о Карађорђу Петровићу
У последње две године свог живота, Гаврило Гаја Пантелић (1774–1849) je испричао своја сећања из времена устаничке Србије и о свом старом пријатељу и пашеногу Карађорђу, српском историчару Исидору Стојановићу (1809–1849), што је Исидор и зaписао у својe дело „Деловодни протокол Карађорђа Петровића“ из 1848. године. На основу тог дела, из казивања Гаје Пантелића, знамо да је вожд Карађорђе рођен у селу Петровац, 1766. године, јер је, како Пантелић каже, вожд био осам година старији од њега. Ако узмемо у обзир чињеницу да је руски дипломата Константин Родофиникин записао податак да је Карађорђе рођен на Ђурђиц, самим тим познат је тачан датум и место рођења првог нововековнoг српског владара. Милан М. Јовановић из Вишевца код Раче, у свом делу „Прилог о насељу Вишевац“, самo je записао највероватније датум и место крштења вожда, али савременици тoг догађајa су касније, по свему судећи, заборавили тачну годину када је вожд крштен, а то је највероватније било онe године кoje је и рођен.